# 에버르

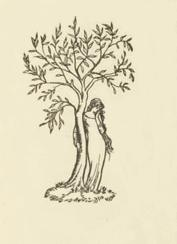

에버르(고대 아일랜드어: Emer [ˈẽβ̃əɾ], 아일랜드어: Éimhear)는 아일랜드 신화의 얼스터 대계에 등장하는 인물로, 포르갈 모나크의 딸이고 쿠 훌린의 정실부인이다.